# 羅馬公路

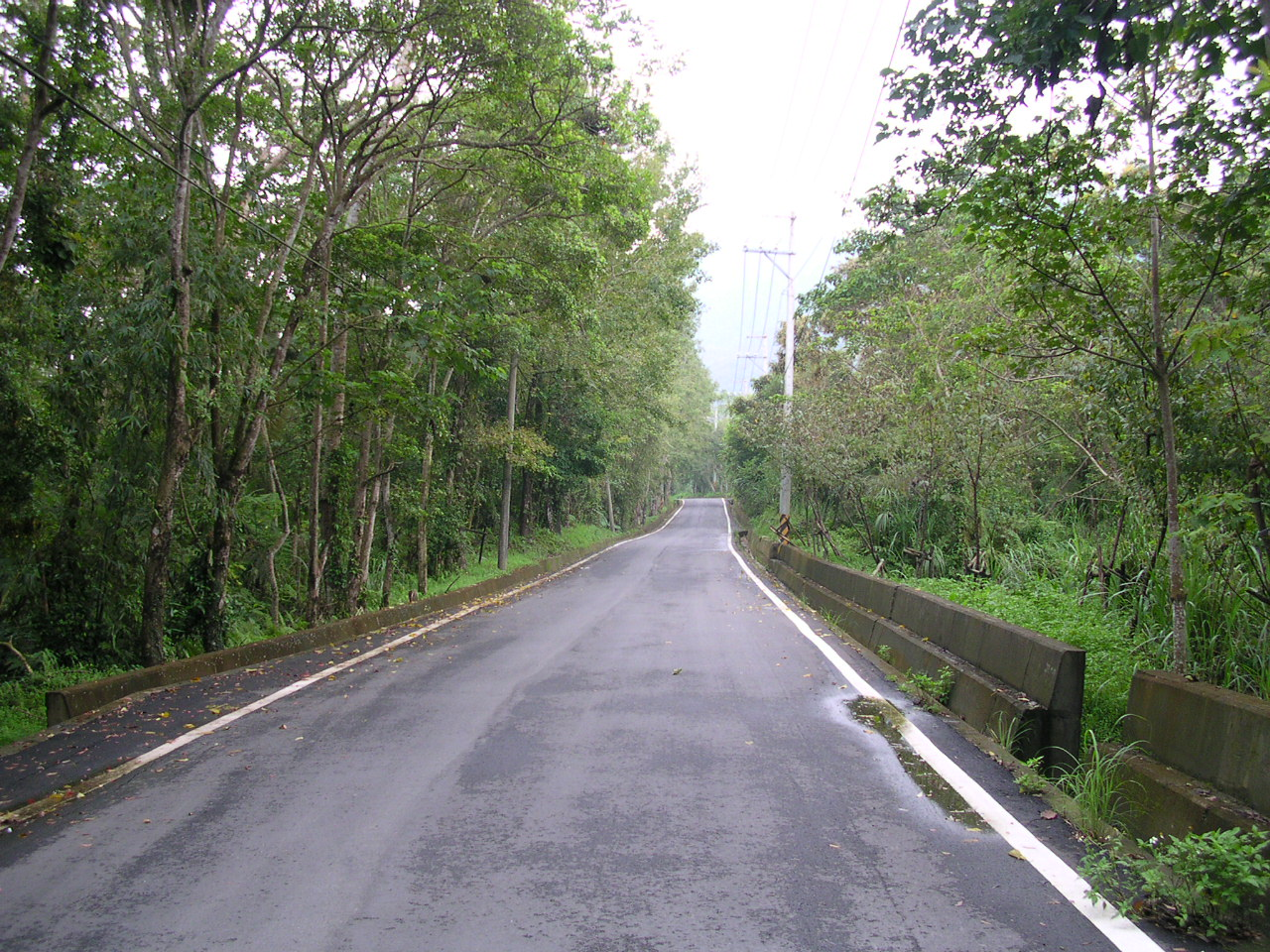
羅馬公路

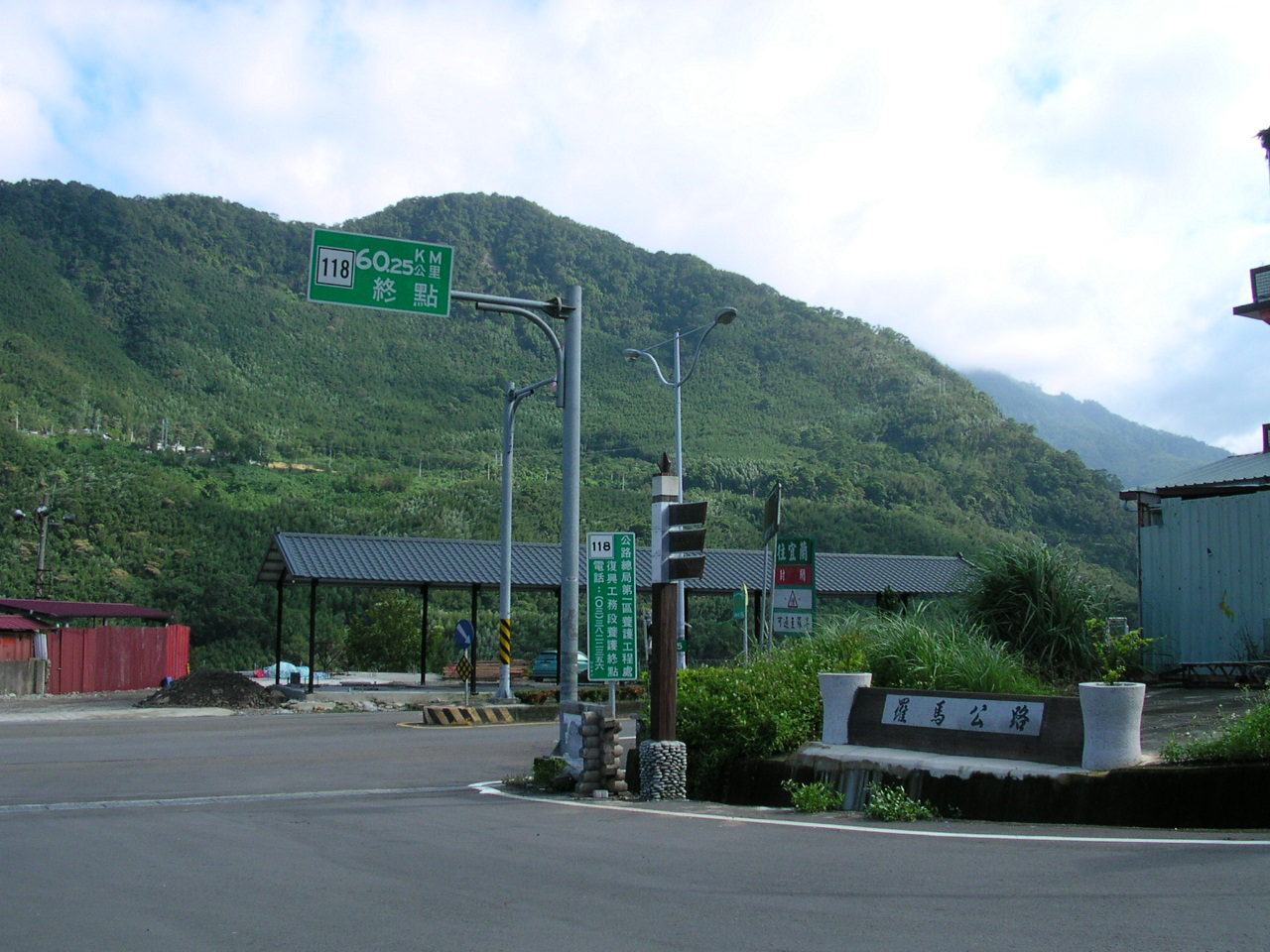
羅馬公路終點（與台7線交會）

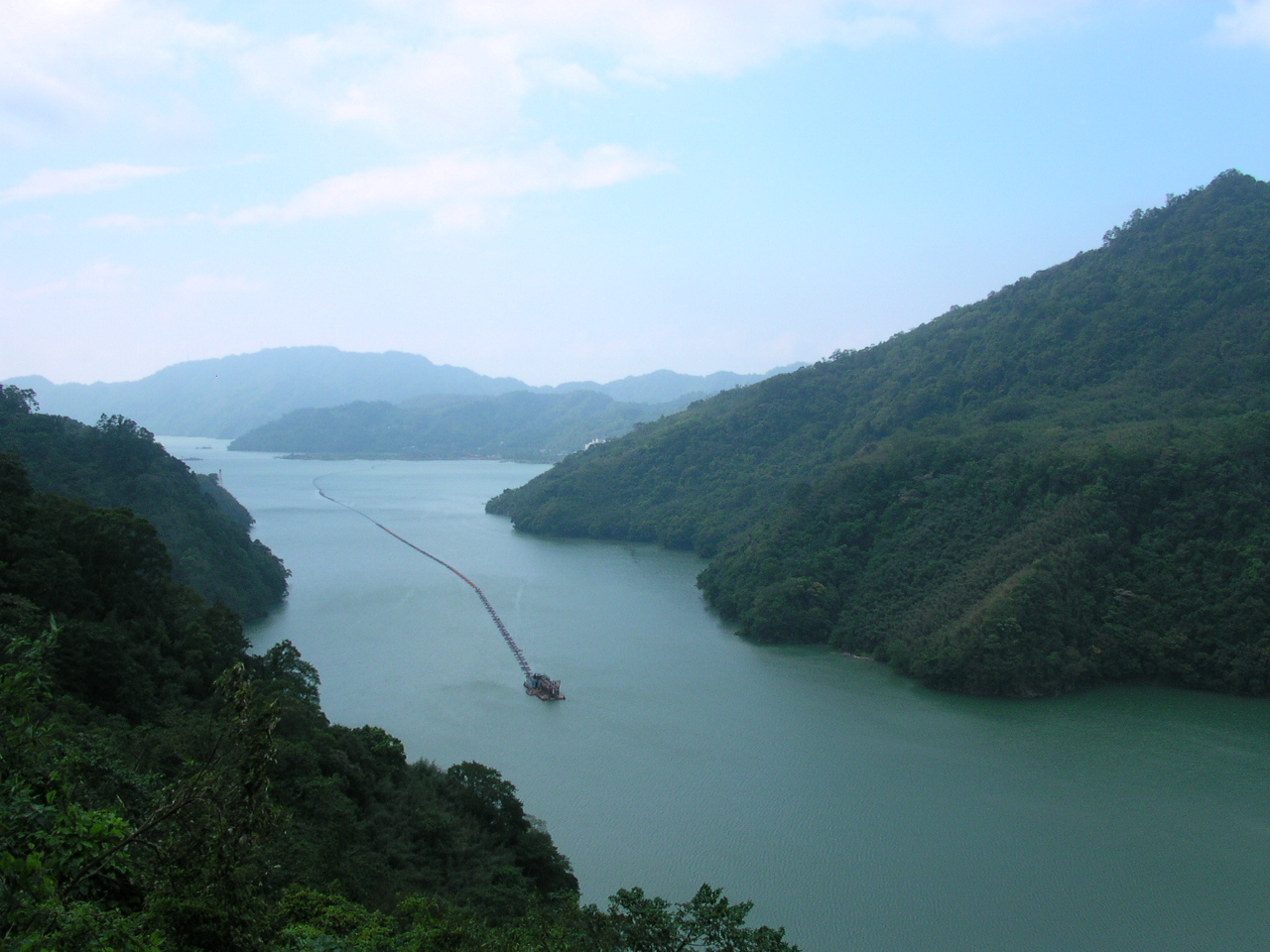
石門水庫

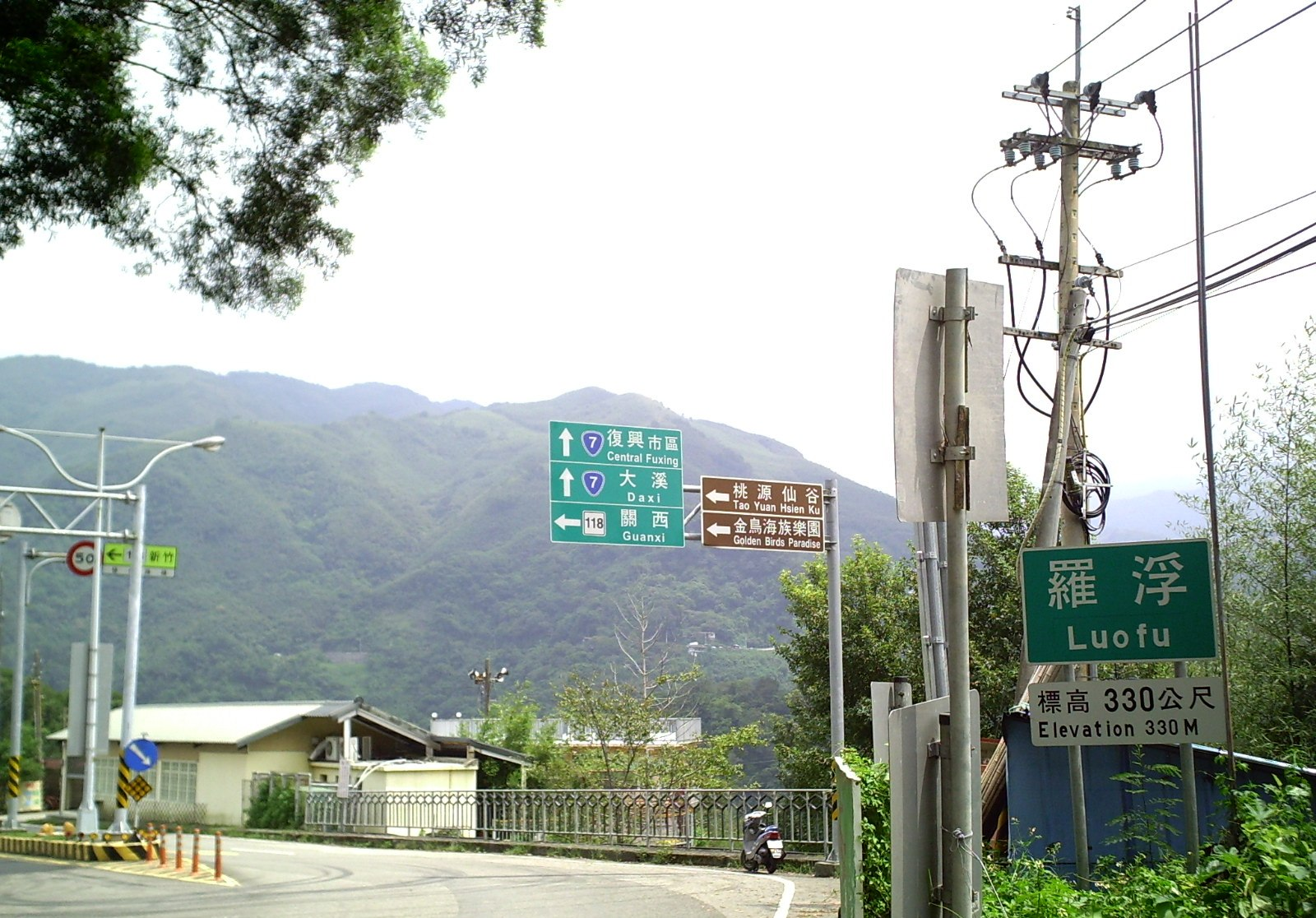
端點羅浮，位於桃園市復興區

羅馬公路是台灣的一條次要道路，沿著鳳山溪上游河岸所開闢，由桃園市復興區羅浮（Rahao，拉號）通往新竹縣關西鎮馬武督（Ma'oto，關西鎮金山/錦山地區），全長35.7公里，是市道118號的一部分（關西－羅浮）。公路靠近羅浮端一段位於石門水庫集水區上游南方。關西鎮馬武督（錦山）路段為兩線道，桃園復興鄉境內路段為一線道。
取名為「羅馬公路」，是因為整條公路從馬武督到羅浮，就以兩地名各取第一個字取名，與義大利首都羅馬並無關係。
羅馬公路銜接了台3線與北橫公路台7線，是新竹通往桃園山區或宜蘭縣的必經之路。直到現在，羅馬公路仍然會因為連日大雨而坍方。因山區施工困難，道路寬度不足無法拓寬。但連絡新竹與桃園山區的功能，以及其所帶來的觀光價值卻不可被忽視。
羅馬公路全程可通行小客車、機車與自行車，大型貨車及機具在某些路段必須單向行駛。如同登山一般，由於路面地形略為險峻，被台灣許多愛好自行車運動者視為必須「征服」的目標之一。

## 周邊
- 台3線
- 台7線
- 鳳山溪
- 高遶部落（泰雅族部落）
- 長興（竹頭角）部落（泰雅族部落）
- 奎輝部落（泰雅族部落）
- 溪口部落（泰雅族部落）
- 石門水庫
- 小烏來
- 拉拉山